# Lucas 22

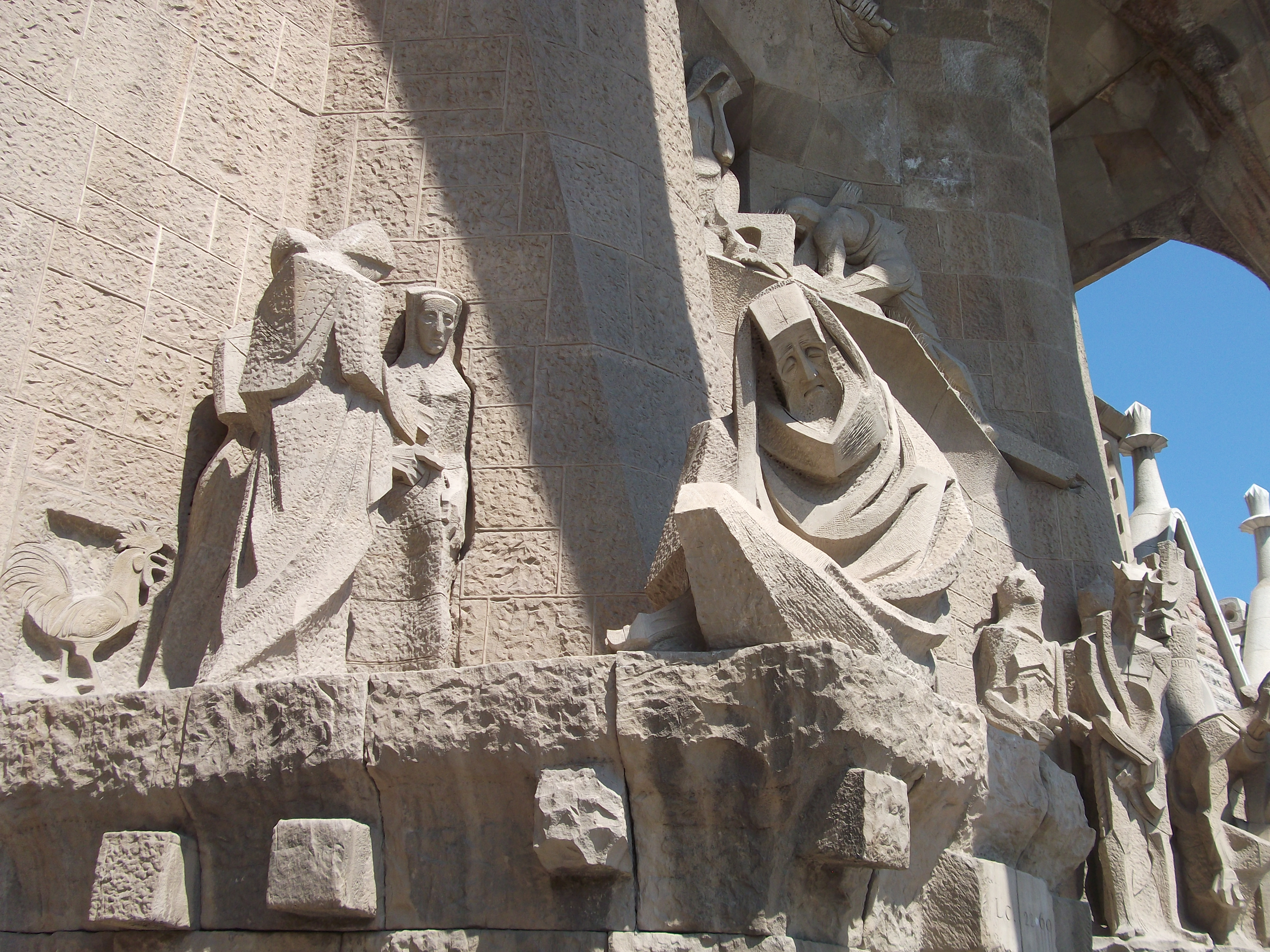
"Non novi illum" (em latim), a terceira negação de Pedro (o galo está no canto inferior esquerdo).
Escultura na fachada da Sagrada Família em Barcelona, na Espanha.

Lucas 22 é o vigésimo-segundo capítulo do Evangelho de Lucas no Novo Testamento da Bíblia. A partir dele começa o relato dos eventos dos últimos dois ou três dias até a prisão de Jesus.

## Barganha de Judas
O capítulo começa com Lucas contando que já havia rumores de que os sacerdotes e lideranças religiosas planejavam matar Jesus durante a Páscoa (Lucas 22:1–2), com paralelos em Mateus 26 (Mateus 26:1–5), Marcos 14 (Marcos 14:1–2) e João 11 (João 11:45–53), mas temiam agir por que o povo adorava Jesus. Em Lucas, o relato segue imediatamente para a traição de Judas, que, possuído por Satanás, teria ido ter com os inimigos de Jesus para combinar e quando Jesus seria entregue e o pagamento a ser recebido. Há paralelos em Mateus 26 (Mateus 26:14–16) e Marcos 14 (Marcos 14:10–11), mas não imediatamente depois em Lucas.

## Última Ceia

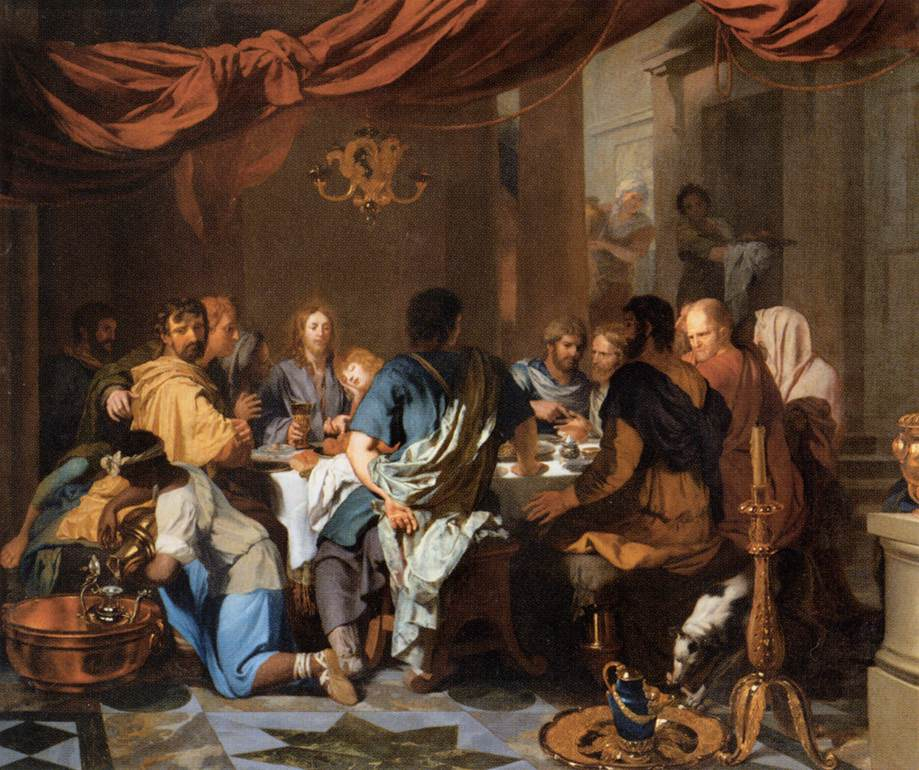
Instituição da Eucaristia, um dos eventos em Lucas 22.
Entre 1664 e 1665. Por Gerard de Lairesse, no Louvre, em Paris.

O relato da Última Ceia é parte fundamental deste capítulo e também dos dois outros evangelhos sinóticos, com apenas alguns eventos narrados no Evangelho de João. Tudo começa em Lucas 22:7–13, quando Jesus dá instruções a Pedro e João sobre como encontrar a pessoa que lhes cederia o espaço para a ceia de Páscoa, um cenáculo onde eles deveriam organizar os preparativos para o grande evento do ano para os judeus, tal como narrado também em Mateus 26 (Mateus 26:17–19) e Marcos 14 (Marcos 14:12–16).
Lucas passa imediatamente para o relato sobre a Última Ceia propriamente dita, contando sobre a Instituição da Eucaristia:
| “ | «Tenho desejado ansiosamente comer convosco esta páscoa antes da minha paixão; pois vos digo que nunca mais a hei de comer, até que ela se cumpra no reino de Deus. Depois de receber o cálice, havendo dado graças, disse: Tomai-o e distribui-o entre vós; pois vos digo que desde agora não beberei do fruto da videira, até que venha o reino de Deus. Tomando o pão e tendo dado graças, partiu-o e deu aos discípulos, dizendo: Este é o meu corpo que é dado por vós; fazei isto em memória de mim. Depois da ceia tomou do mesmo modo o cálice, dizendo: Este cálice é a nova aliança em meu sangue, que é derramado por vós.» (Lucas 22:15–20) | ” |

Este evento, marcante para toda a história do cristianismo, aparece também em Mateus 26 (Mateus 26:20–29), Marcos 14 (Marcos 14:17–25), João 13 (João 13:21–30) e em I Coríntios 11:23–25.
Assim que terminou, Jesus imediatamente profetiza sua traição, afirmando que um deles o trairá (Lucas 22:21–23). Sem saber que era, os discípulos passam a discutir qual dentre eles seria o maior. A resposta de Jesus foi:
| “ | Lucas 22:26–27 | ” |

Seguindo as grandes revelações, depois que Pedro declarou que «Senhor, estou pronto a ir contigo não só para a prisão, mas também para a morte» (Lucas 22:33). Ao contrário do que ele esperava, Jesus respondeu que "hoje, antes de cantar o galo, três vezes terás negado que me conheces". Os paralelos estão em Mateus 26 (Mateus 26:31–35), Marcos 14 (Marcos 14:27–31), João 13 (João 13:36–38)
Perguntou-lhes Jesus: Quando vos mandei sem bolsa, sem alforge e sem sandálias, faltou-vos, porventura, alguma coisa? Responderam eles: Nada.
Então lhes disse: Agora, porém, o que tem bolsa, tome-a, como também o alforge; e o que não tem dinheiro, venda a sua capa e compre espada.
Pois vos digo que importa cumprir-se em mim o que está escrito: E ele foi contado com os transgressores; porque o que a mim se refere está sendo cumprido.
Disseram eles: Senhor, aqui estão duas espadas. Respondeu-lhes Jesus: Basta.
Já no final, Jesus conversou com os discípulos sobre suas necessidades em suas viagens e sobre o que precisaram até então. Ao ouvir que "nada" lhes faltou, Jesus disse:
{{citação2|«Agora, porém, o que tem bolsa, tome-a, como também o alforge; e o que não tem dinheiro, venda a sua capa e compre espada. Pois vos digo que importa cumprir-se em mim o que está escrito: E ele foi contado com os transgressores; porque o que a mim se refere está sendo cumprido.» (Lucas 22:36–37)

## Agonia no Getsêmani
O relato salta para a oração no Monte das Oliveiras, que, segundo Lucas, era um costume de Jesus. Afastando-se, Jesus rezou: «Pai, se é do teu agrado, afasta de mim este cálice; contudo não se faça a minha vontade, mas sim a tua.» (Lucas 22:42). Sua agonia era tanta que, mesmo com a presença de um anjo que veio para fortalecê-lo, «seu suor tornou-se em gotas de sangue a cair sobre a terra.» (Lucas 22:44). Ao voltar, encontrou os discípulos dormindo e aconselhou que eles rezassem para que não caíssem em tentação. Este trecho aparece também em Mateus 26 (Mateus 26:36–46) e Marcos 14 (Marcos 14:32–42)

## Prisão de Jesus
Segundo Lucas, Jesus ainda falava quando apareceu Judas Iscariotes apareceu e se aproximou para beijá-lo. Quando os discípulos perceberam o que ia acontecer, rapidamente a situação se deteriorou e um dos servos do sumo sacerdote teve a orelha direita decepada. Depois que Jesus pediu o fim das hostilidades, curou a orelha com um toque, um dos seus milagres. Em seguida, admoestou seus captores: «Saístes com espadas e varapaus como contra um salteador? Todos os dias estando eu convosco no templo, não me tocastes; porém esta é a vossa hora e o poder das trevas.» (Lucas 22:52–53). Este trecho aparece ainda em Mateus 26 (Mateus 26:47–56), Marcos 14 (Marcos 14:43–50) e em João 18 (João 18:1–11).

## Negação de Pedro
- [[:s:Tradução Brasileira da Bíblia//Erro: tempo inválido#Luke:22:54-62| Luke:22:54-62–NKJV]] = Peter Denies Jesus, and Weeps Bitterly ([[:s:Tradução Brasileira da Bíblia//Erro: tempo inválido#Matthew:26:57-58,69-75| Matthew:26:57-58,69-75–NKJV]]; [[:s:Tradução Brasileira da Bíblia//Erro: tempo inválido#Mark:14:53-54,66-72| Mark:14:53-54,66-72–NKJV]]; [[:s:Tradução Brasileira da Bíblia//Erro: tempo inválido#John:18:12-18,25-27| John:18:12-18,25-27–NKJV]])

Conta Lucas que Jesus foi levado preso para a casa do sumo-sacerdote e Pedro foi seguindo, misturando-se à multidão que esperava. Por duas vezes, foi acusado de ser um dos seguidores de Jesus, mas negou veementemente. Cerca de uma hora depois, foi novamente acusado e negou novamente, ouvindo o calo cantar em seguida. Conta Lucas que:
| “ | «Virando-se o Senhor, olhou para Pedro. Pedro lembrou-se da palavra do Senhor, como lhe havia dito: Hoje antes de cantar o galo, três vezes me negarás. E saindo para fora, chorou amargamente.» (Lucas 22:61–62) | ” |

A negação de Pedro aparece ainda em Mateus 26 (Mateus 26:57–58 e Mateus 26:69–75), Marcos 14 (Marcos 14:53–54 e Marcos 14:66–72) e em João 18 (João 18:12–18 e João 18:25–27).

## Zombaria e o julgamento pelo Sinédrio
Durante toda a noite, Jesus foi humilhado e zombado pelos que o guardavam. A situação só mudou quando, pela manhã, os anciãos e os principais sacerdotes e escribas reuniram-se no Sinédrio. A primeira pergunta que lhe foi feita é se ele era o "Cristo" (o "Messias" – ambas as palavras significam "o ungido"). Jesus respondeu-lhes que ainda que ele o dissesse, não creriam. Todos então perguntaram se ele era o "Filho de Deus" e Jesus famosamente respondeu: «Vós mesmos dizeis que eu sou.» (Lucas 22:70), um ato que, para eles era o suficiente para condenar Jesus por blasfêmia. 
Este julgamento aparece também em Mateus 26 (Mateus 26:63–68), Marcos 14 (Marcos 14:60–65) e em João 18 (João 18:19–24).

## Texto
O texto original deste evangelho foi escrito em grego koiné e alguns dos manuscritos antigos que contém este capítulo, dividido em 71 versículos, são:
- Papiro 75 (c. 175-225)
- Papiro 69 (séc. III; apenas os versículos 41, 45-48 e 58-61)
- Uncial 171 (c. 300; apenas os versículos 44-50, 52-56, 61 e 63-64)
- Codex Vaticanus (325-350)
- Codex Sinaiticus (330-360)
- Codex Bezae (c. 400)
- Codex Washingtonianus (c. 400)
- Codex Alexandrinus (c. 400-440)
- Codex Ephraemi Rescriptus (c. 450; apenas os versículos 1-18)